# Багатовибійне буріння

Багатовибійне буріння (рос. бурение многозабойное, англ. multi-hole drilling, branched-hole drilling; нім. Mehrsohlenbohren, Zweigbohren) — похило-скероване буріння, яке передбачає проходження основного стовбура з подальшим забурюванням і проходженням в його нижній частині додаткових стовбурів на продуктивні пласти.

## Загальний опис
Багатовибійне буріння застосовується з метою підвищення ефективності бурових робіт під час розвідки і видобування корисних копалин, що досягається за рахунок збільшення частки корисної протяжності стовбурів свердловин. При розробці нафтових родовищ багатовибійне буріння може бути розгалужено-горизонтальним бурінням.
Багатовибійне буріння доцільне в порівняно стійких продуктивних пластах товщиною 20 м і більше, наприклад, в монолітних або з прошарками глин і сланців нафтоносних пісковиках, вапняках і доломітах, при глибинах 1500—2500 м, при відсутності газової шапки і аномально високих пластових тисків. Багатовибійне буріння зменшує необхідну кількість звичайних свердловин завдяки збільшенню дренованої поверхні продуктивного пласта. Вперше багатовибійне буріння здійснено в США (1930).
У практиці багатовибійного буріння застосовуються дві послідовності забурювання додаткових стовбурів: «зверху-вниз» і «знизу-вгору». При забурюванні «зверху-вниз» бурові роботи йдуть у напрямку від вивченого об'єкта до невідомого. Такий порядок робіт дає змогу своєчасно припинити буріння, наприклад, у випадку виклинювання продуктивного пласта, і навпаки, продовжити буріння нижче проектної глибини, наприклад, у випадку несподіваного виявлення корисної копалини. Тому забурювання «зверху-вниз» застосовується при пошуках і розвідці родовищ, які мають складну будову зон залягання корисної копалини, змінну товщину, круте падіння пласта, значну протяжність по глибині, нерівномірний вміст корисних копалин. Послідовність проходження додаткових стовбурів «знизу-вгору» найдоцільніше використовувати при проведенні бурових робіт по згущенню розвідувальної сітки, наприклад, при роботах з уточнення категорійності запасів корисних копалин.
Розкриття нафтових пластів багатовибійними свердловинами дає змогу збільшити дебіти нафтових свердловин за рахунок збільшення поверхні фільтрації; збільшити нафтовилучення із пласта; ввести в промислову розробку малодебітні родовища з низькою проникністю колектора або високов'язкою нафтою; підвищити приймальність нагнітальних свердловин, підвищити точність проведення протифонтанних свердловин за рахунок перебурювання тільки її нижніх інтервалів у випадку непопадання першим стовбуром. Експлуатуються свердловини з 5-10 відгалуженими стовбурами довжиною по 150—300 м і більше кожний. Завдяки цьому приплив нафти на першому етапі експлуатації в декілька разів більший, ніж до звичайних свердловин. За допомогою багатовибійного буріння успішно проведено десятки свердловин на нафту, розробляється і впроваджується багатовибійне буріння глибоких горизонтальних свердловин великої протяжності (декілька км).

## Історія
Технологія горизонтального багатостовбурного буріння була вперше застосована російським винахідником Олександром Григоряном в Башкирії. Однак масштабне тестування і вдосконалення технологій почалося в 1970-і роки в США при спробах незалежних компаній видобувати газ, який міститься в пластах щільних осадових порід. Майже через три десятиліття спроби увінчалися успіхом і дали початок безпрецедентного зростання видобутку сланцевого газу в 2007 – 2008 роках.

## Буріння другого стовбура
Буріння другого стовбура (рос. бурение второго ствола; англ. sidetracking; нім. Bohren der zweiten Saule) — бурові роботи, в результаті яких, окрім основного стовбура свердловини, буриться додатковий; при цьому основний і додатковий стовбури мають спільне гирло. Б.д.с. здійснюється з метою розкриття продуктивних відкладів згідно з заданими координатами (у випадку, якщо перший стовбур з технічних причин це завдання не виконав) або охоплення свердловиною іншої, менш дренованої частини пласта. Є різновидом багатовибійного буріння.